# To (eksperimentalfilm)
|  | Denne artikel er oprettet af botten Steenthbot ud fra en ekstern database. Den kan derfor have sproglige fejl eller mangler. Denne skabelon kan fjernes efter kontrol af indholdet. |

 For alternative betydninger, se To (flertydig). (Se også artikler, som begynder med To)
To er en dansk eksperimentalfilm fra 1987 instrueret af Axel Gudmundsson.

## Handling
Psykisk TV til musik af Einstürzende Neubauten.